# Casa Patxot (Sarrià)
La casa Patxot era un edifici situat entre els carrers del Monestir, Pons i Serra i Bisbe Català, al barri de Sarrià de Barcelona, catalogat com a bé d'interès documental (categoria D).

## Història i descripció
D'inspiració noucentista, va ser projectat cap al 1942 per l'arquitecte Lluís Bonet i Garí per encàrrec de Rafael Patxot i Jubert, meteoròleg i mecenes de la cultura catalana, amb motiu del  casament de la seva filla Concepció Patxot i Ravell amb Manuel Carreras i Martí.
Era un enorme casal de planta rectangular, format per un gran cos principal de planta baixa i dos pisos i dos cossos adossats, un de planta baixa i l'altre de planta baixa i pis. Destacava la contundència del volum i el potent ràfec que el coronava. Va ser ocupat per una escola, que utilitzava una part del jardí com a pati de jocs. Fou enderrocat el 28 de juny del 2016 per a construir-hi una urbanització de luxe.